# La Romareda
Estadio de La Romareda [esˈtaðjo ðe la romaˈɾeða] este un stadion din Zaragoza pe care își dispută meciurile de acasă Real Zaragoza. A fost inaugurat pe 8 septembrie 1957, în meciul Real Zaragoza cu CA Osasuna (4–3). A găzduit meciuri de la Campionatul Mondial de Fotbal 1982 și Jocurile Olimpice de vară din 1992.

## Legături externe
- Zaragoza - La Romareda